# Bet Chaszmonaj
Bet Chaszmonaj (hebr.: בית חשמונאי) – wieś położona w samorządzie regionu Gezer, w Dystrykcie Centralnym, w Izraelu.

## Historia
Osada została założona w 1972.